# Štítonoš
Štítonoši jsou v heraldice jedna až dvě figury, živé bytosti, které nesou, pozdvihují, podpírají nebo se opírají o štít a tvoří tak součást jeho dekorace. Obvykle jsou zobrazovány ve dvojici, stojící, sedící nebo ležící po obou stranách štít, výjimečně je můžeme spatřit i za štítem (sloni ve znaku Konžské republiky) nebo pod štít. 

## Počet
- dva stejní, symetricky pojatí
- dva různí nesymetričtí
- jeden, např. dvojhlavý orel, která má znak na hrudi – znak dnes již neexistující Svaté říše římské, později Rakouska do konce I. světové války)

## Druh
- reálné lidské bytosti - rytíři, trubači, Mauři, Turci
- mytologické bytosti - diví muži, divé ženy, atlanti, mořské panny
- andělé
- heraldická zvířata

Volba a typ štítonoše mohou být dány tradičními bájemi, legendami spojenými s držitelem erbu (někdy to je zvíře přímo na štítu zobrazené), jako dvouocasí lvi v již zaniklém znaku Československé republiky z roku 1920 nebo lvi na znaku Anglie.

## Pozice
Štítonoši mohou:
- stát na půdě, v určitých případech na stuze hesla
  - stojí vzpřímeně a frontálně
  - stojí vzpřímeně a natočeni tělem k sobě
- kráčet a nést erb či znak v rukou nebo zavěšený na šňůře, jako se to konalo při slavnostních přehlídkách
- čtvernožci mohou stát na všech nohou, nebo kráčet po zadních, nebo se vzpínat na zadních (kůň či jednorožec ve skoku)
- ptáci a gryfové mohou znak přidržovat zobákem, nebo se o něj jen břichem opírat (například emu na znaku Austrálie)
- ryby, delfíni a velryby se zobrazují s hlavou na půdě a s tělem esovitě vzhůru stočeným
- andělé mohou letět (například na některých znacích Uherska nebo města Plzně), poklekat (na erbovních listinách ze 16. století)

## Používání
Štítonoše mohou užívat státy, města, obce, panovníci a vysoká šlechta, v občanských znacích se užívat nemají.

## Galerie

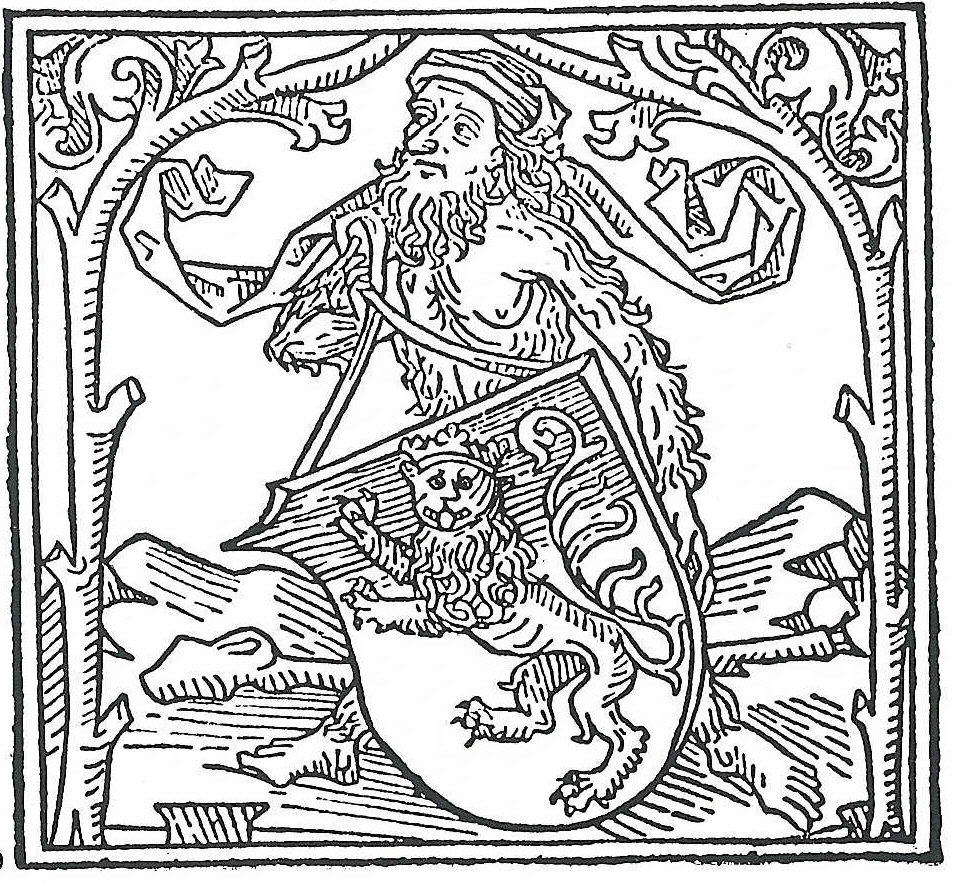
Divý muž jako štítonoš (1477)
Dvojhlavý orel na malém znaku rakouského císaře nesoucí štít na hrudi
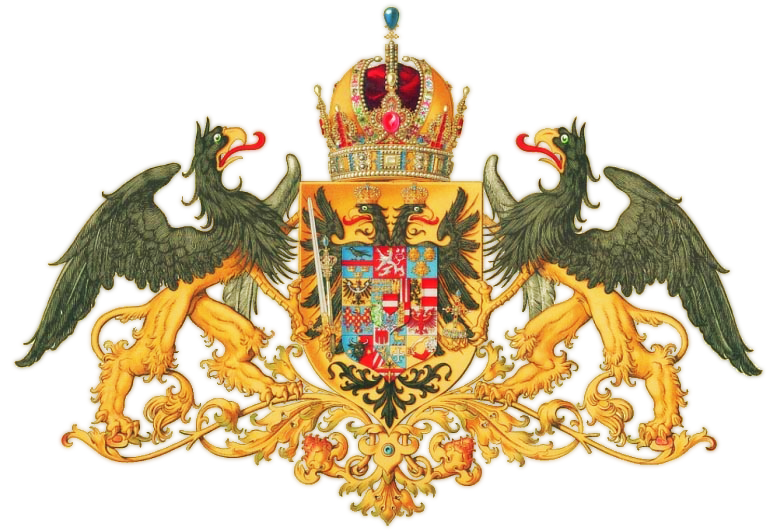
Dva gryfové nesoucí znak Rakouska (1915)
Lev a jednorožec jako štítonoši znaku Spojeného království
Klokan a emu, štítonoši Austrálie
Velryby na znaku města Zaanstad
Dva zlatí lvi, štítonoši státního znaku Nizozemska